# Utbildningsvetenskapliga fakulteten vid Göteborgs universitet

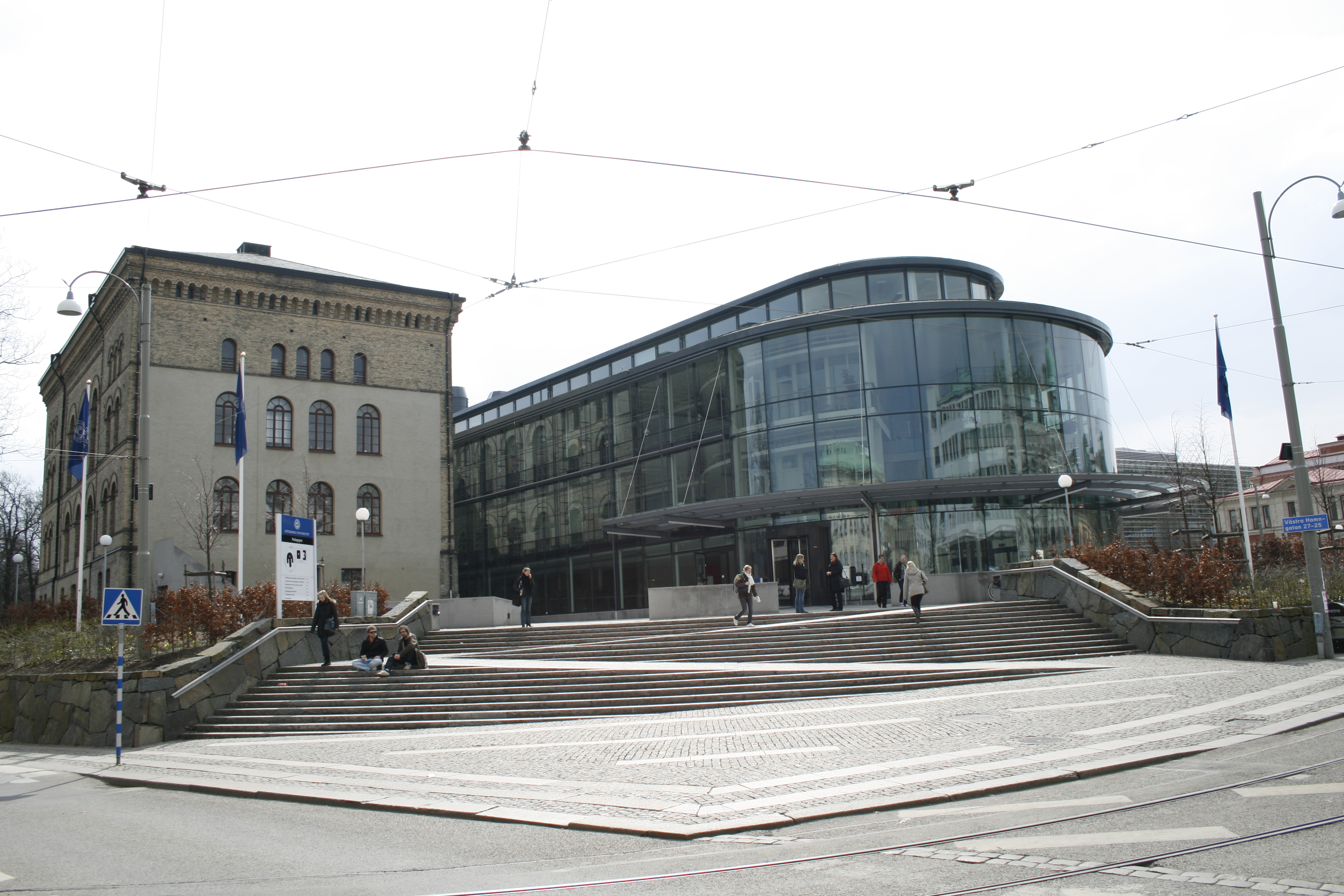
Utbildningsvetenskapliga fakulteten vid Göteborgs universitet.

Utbildningsvetenskapliga fakulteten (UF) är en av Sveriges största utbildningsvetenskapliga fakulteter med ett stort utbud av utbildningar och internationellt framstående forskning inom lärande, idrott och kost. I folkmun kallas UF ofta för Pedagogen efter de byggnader som huserar större delen av såväl UF:s verksamhet som lärarutbildningen vid Göteborgs universitet. 
UF är en av åtta fakulteter vid Göteborgs universitet. Vid fakulteten finns fyra institutioner:
- Institutionen för pedagogik och specialpedagogik (IPS)
- Institutionen för pedagogik, kommunikation och lärande (IPKL)
- Institutionen för didaktik och pedagogisk profession (IDPP)
- Institutionen för kost- och idrottsvetenskap (IKI)

## Forskningsmiljöer
Vid Utbildningsvetenskapliga fakulteten bedrivs forskning om utbildning, lärande, barn och ungas villkor, samt idrott, kost och hälsa. En stor del av forskningen sker i samverkan med det omgivande samhället och flera forskningsmiljöer är internationellt framstående. Några av fakultetens forskningsmiljöer är:
- Utbildning för hållbar utveckling.
- Skolutveckling och ledarskap
- FUR (Förutsättningar, Utbildning och Resultat) som bland annat gör storskaliga studier om utbildningssystem, likvärdighet, segregation och betyg.
- Förskolan, forskning om lek, lärande och didaktik i förskolan.
- Göteborgsgruppen som forskar om digitaliseringens effekter på skola, utbildning och arbetsliv.
- Didaktiska klassrumsstudier som forskar om undervisning i skolan.

## Utbildning
UF är ansvarig för lärarutbildningen vid Göteborgs universitet och har också många fortbildningar för yrkesverksamma lärare. Men UF har även utbildningar inom pedagogik, idrott, kost och hälsa. Cirka 8 000 studenter läser på UF.

## Historien och lokalerna
Utbildningsvetenskapliga fakulteten bildades 1999. Tidigare tillhörde verksamheten Samhällsvetenskapliga fakulteten.
Det mesta av fakultetens verksamhet sker vid Pedagogen i centrala Göteborg, dit man flyttade 2006, efter att verksamheten tidigare varit lokaliserad i Mölndal. Pedagogen vilar på historisk mark, bland annat delar av 1600-talsbefästningen av staden Göteborg, Bastionen Carolus Dux. Pedagogen hus A stod ursprungligen färdigt år 1855 och fungerade som sjukhus fram till år 1900. Pedagogen hus C stod klart 1862 och byggdes som Högre Allmänt Läroverk. Pedagogen hus B är nytt, från 2006.
Våren 2011 invigdes huset Idrottshögskolan vid Evenemangsstråket/Skånegatan. Huset är ett gemensamt kraftcentrum för tillämpad utbildning och forskning som rör idrott, hälsa och kost och delar av flera av fakultetens utbildningar inom området finns förlagda dit.